# 南極大陸の標準時
|  | UTC+00:00 |
|  | UTC+03:00 |
|  | UTC+05:00 |
|  | UTC+06:00 |
|  | UTC+07:00 |
|  | UTC+08:00 |
|  | UTC+10:00 |
|  | UTC+12:00 |
|  | UTC+13:00 |
|  | UTC−06:00 |
|  | UTC−04:00 |
|  | UTC−03:00 |

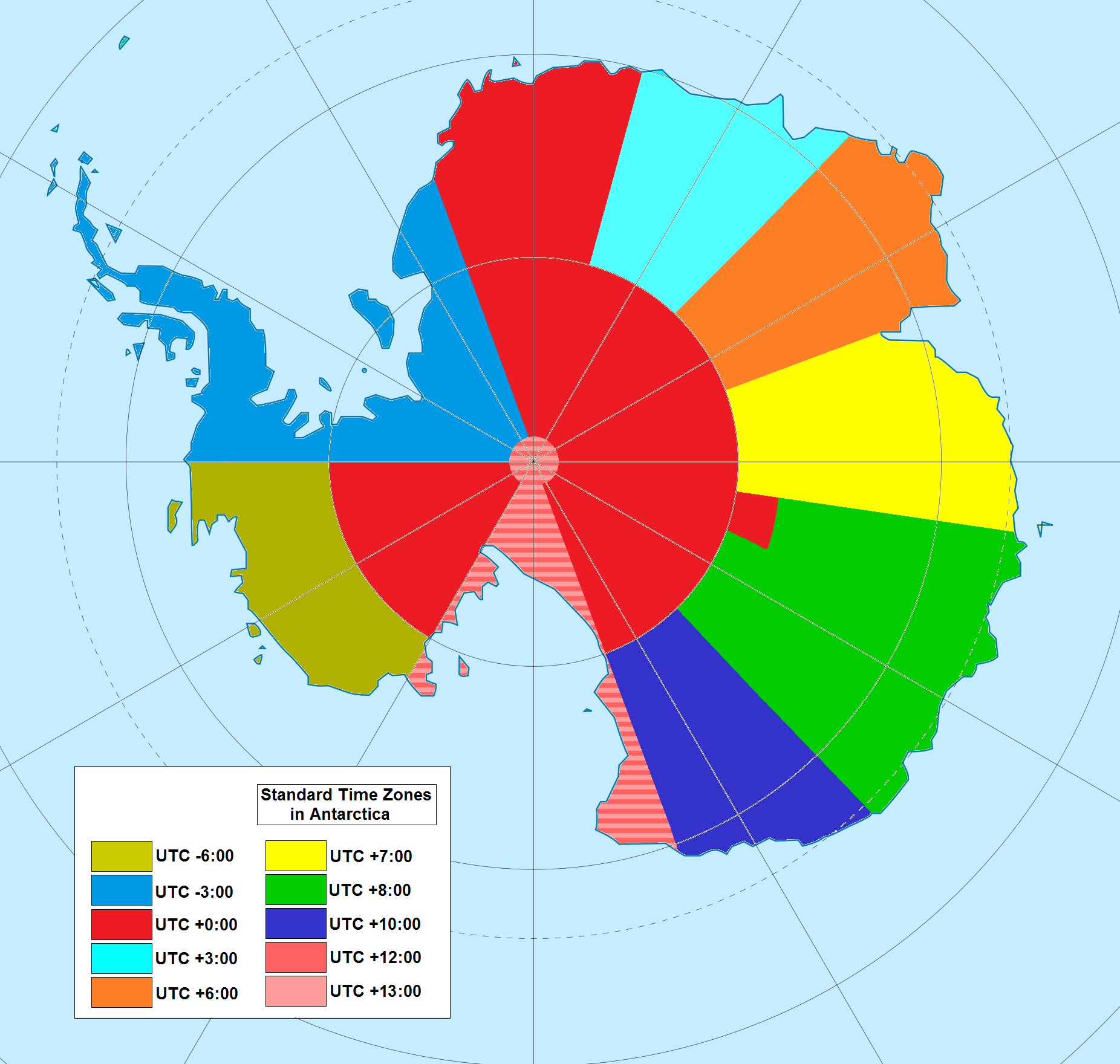
南極大陸の時間帯を、大まかに示した地図。各基地はこの地図と一致しない時間帯を使うこともある。

この記事では、南極大陸の標準時（なんきょくたいりくのひょうじゅんじ）について述べる。

## 時間帯の選択
南極大陸は、中心近辺に南極点があるため、全ての子午線が通っている。理論上、南極大陸は全ての時間帯に位置している。しかしながら、南極圏では、6月と12月の至点（冬至と夏至）の頃は極端な昼夜サイクルになるため、どの時間帯が適しているのか判断しにくくなる。実用的な用途のためには通常、時間帯は南極における領有権主張に基づく。しかしながら多くの基地では、基地の所有国の時間帯か、基地の補給基地がある国の時間帯を使っている。例えば、マクマード基地とアムンゼン・スコット基地では、ニュージーランド時間を使っている。これは、どちらも補給基地がニュージーランドのクライストチャーチにあるためである。所有する国の時間帯が違っていれば、近傍する基地同士であっても時間帯がちがうことがある。南極大陸の多くの地域には時間帯がない。これは、何も決定されていない上に、時計が置けるような一時的な施設すらないためである。これらの地域は単純に、協定世界時に分類されている。

## TZ database
tz databaseのzone.tabには、以下の時間帯がある。*のついたカラムはzone.tab.のデータを含んでいる。tz databaseのスタッフは恒久的な居住可能施設だけを追究しており、いくつかの夏季限定の基地には違う時間帯がある可能性がある。
|  | 国名コード* | 座標*          | タイムゾーン名*           | 備考*                                               | 協定世界時との差 | 夏時間 | 含まれる地域                                     |
|  | ----------- | -------------- | ------------------------- | --------------------------------------------------- | ---------------- | ------ | ------------------------------------------------ |
|  | AQ          | -6448-06406    | Antarctica/Palmer         | パーマー基地 アンヴァース島                         | UTC−04:00        | 有     | パーマーランド                                   |
|  | AQ          | -6734-06808    | Antarctica/Rothera        | ロゼラ基地 アデレード島                             | UTC−03:00        | 無     | グレアムランド                                   |
|  | AQ          | -7200+00232    | Antarctica/Troll          | トロル基地、ドロンニング・モード・ランド            | UTC+00:00        | [ 3 ]  | ドロンニング・モード・ランド、                   |
|  | AQ          | 690022+0393524 | Antarctica/Syowa          | 昭和基地 東オングル島                               | UTC+03:00        | 無     | ドロンニング・モード・ランド、エンダービーランド |
|  | AQ          | -6736+06253    | Antarctica/Mawson         | モーソン基地 Holme湾                                | UTC+05:00        | 無     | マック・ロバートソン・ランド                     |
|  | AQ          | -7824+10654    | Antarctica/Vostok         | ボストーク基地 ボストーク湖                         | UTC+06:00        | 無     | ドロンニング・モード・ランド、南極大陸内陸部     |
|  | AQ          | -6835+07758    | Antarctica/Davis          | デービス基地 Vestfold Hills                         | UTC+07:00        | 無     | ウィルクスランド                                 |
|  | AQ          | -6617+11031    | Antarctica/Casey          | ケーシー基地 Bailey Peninsula                       | UTC+11:00        | 無     | ウィルクスランド                                 |
|  | AQ          | -6640+14001    | Antarctica/DumontDUrville | デュモン・デュルヴィル基地、アデリーランド          | UTC+10:00        | 無     | アデリーランド、ヴィクトリアランド               |
|  | AQ          | -5430+15857    | Antarctica/Macquarie      | マッコーリー島                                      | UTC+11:00        | 無     | マッコーリー島                                   |
|  | AQ          | -7750+16636    | Antarctica/McMurdo        | マクマード、南極点、スコット (ニュージーランド時間) | UTC+12:00        | 有     | ロス海属領                                       |
|  |             | -9000+00000    | Antarctica/South_Pole     |                                                     | UTC+12:00        | 有     | 南極点                                           |

座標は緯度と経度である。2つまたは3つの数字が度を、2つが分を、2つが秒を表す。

## 夏時間
南極大陸の大部分において、夏時間は実施されていない。これは、大陸の95%が南極圏に含まれており、白夜もあるため、夏時間が不要なためである。また、それぞれの基地の本国が北半球にあると、通信に手間がかかってしまうことも原因の一つである。
しかしながら、ロス海属領やパーマーランドなど、いくつかの地域では、補給元のチリの標準時やニュージーランド時間の時間帯を使っており、夏時間も実施している。北半球が冬の時に南半球は夏なので、これらの地域も夏時間になっているのである。